# シャヒード・バーホナル・スタジアム
シャヒード・バーホナル・スタジアム(ペルシア語: ورزشگاه شهید باهنر、英: Shahid Bahonar Stadium)は、イラン南東部の都市ケルマーンのエマーム・アリー・スポーツコンプレックス内にある多目的スタジアムである。

## 概要
2007年に設立された。収容人数は15,000人。主にサッカーの試合に用いられ、イランサッカーリーグに所属するメス・ケルマーンFCがホームスタジアムとして使用している。
2010年にメス・ケルマーンFCがAFCチャンピオンズリーグ2010に参戦する際に使用された。

## 交通アクセス
ケルマーン空港(英語版の記事)よりタクシーで約5分。